# Arrondissements du Morbihan

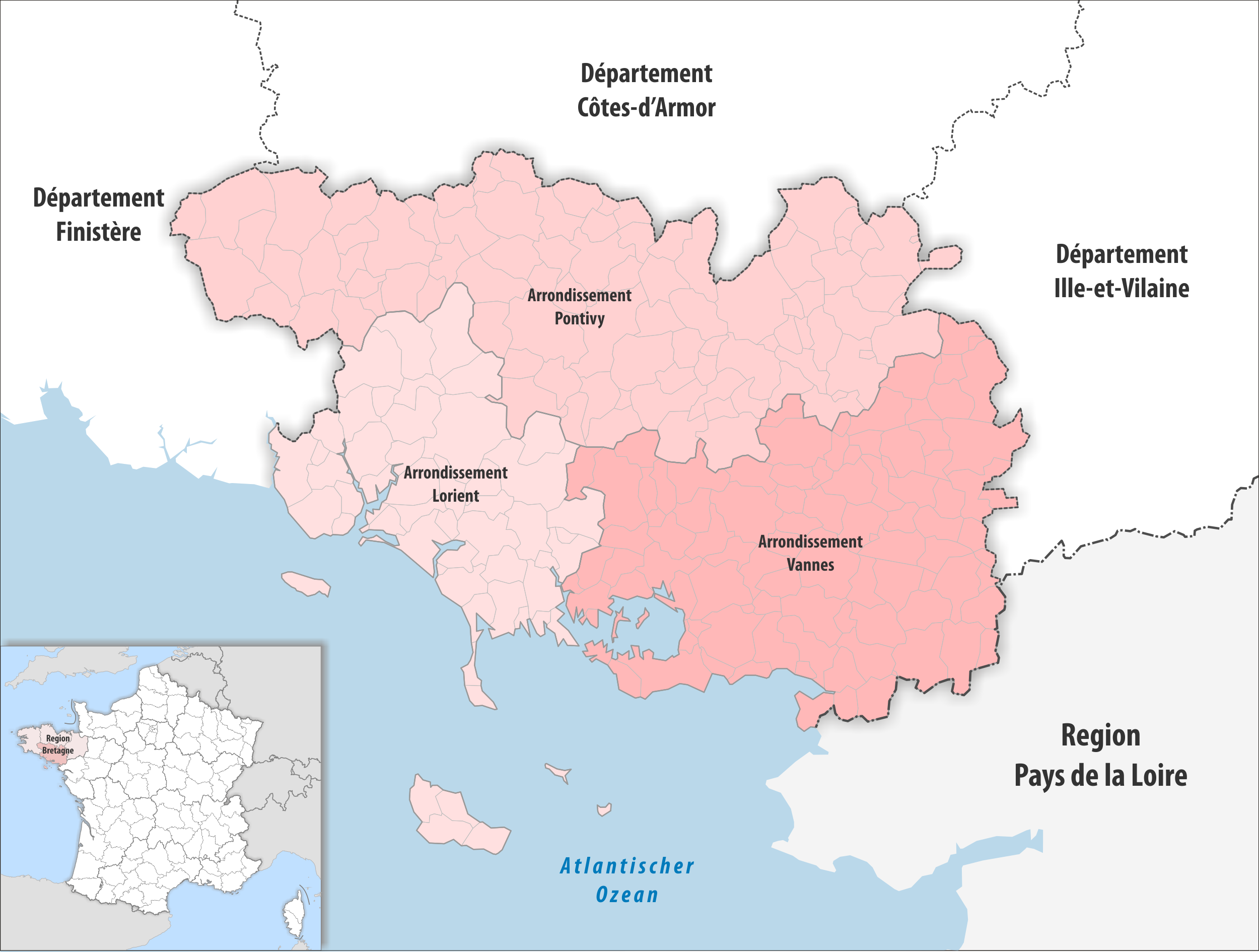
Les arrondissements du Morbihan en 2019.

Le département du Morbihan comprend trois arrondissements.

## Composition
| Nom                       | Code Insee | Superficie (km2) | Population (dernière pop. légale) | Densité (hab./km2) | Modifier             |
| ------------------------- | ---------- | ---------------- | --------------------------------- | ------------------ | -------------------- |
| Arrondissement de Lorient | 561        | 1 461,80         | 323 308 (2022)                    | 221                | modifier les données |
| Arrondissement de Pontivy | 562        | 2 944,60         | 157 097 (2022)                    | 53                 | modifier les données |
| Arrondissement de Vannes  | 563        | 2 416,20         | 295 698 (2022)                    | 122                | modifier les données |
| Morbihan                  | 56         | 6 823,00         | 776 103 (2022)                    | 114                | modifier les données |

## Histoire
- 1790 : création du département du Morbihan avec neuf districts : Auray, Le Faouët, Hennebont, Josselin, Ploërmel, Pontivy, La Roche-Bernard, Rochefort, Vannes
- 1800 : création des arrondissements : Lorient, Ploërmel, Pontivy, Vannes
- 1926 : suppression de l'arrondissement de Ploërmel
- 2017 : modifications des limites des arrondissements[1]